# Tàngara dorsinegra
La tàngara dorsinegra (Stilpnia peruviana) és un ocell de la família dels tràupids (Thraupidae).

## Hàbitat i distribució
Habita matolls, normalment a prop de l'aigua, a les terres baixes al sud-est del Brasil.